# Haplostachys
Haplostachys  é um gênero botânico da família Lamiaceae

## Espécies
| - Haplostachys bryanii - Haplostachys grayana - Haplostachys haploslachya - Haplostachys haplostachya | - Haplostachys linearifolia - Haplostachys munroi - Haplostachys rosmarinifolia - Haplostachys truncata |